# Дегтярна вулиця (Київ)
Дегтя́рна ву́лиця — вулиця в Подільському районі міста Києва, місцевість Гончарі-Кожум'яки. Пролягає від Воздвиженської вулиці до Киянівського провулку. 
Прилучається Кожум'яцька вулиця.

## Історія
Одна з найдавніших вулиць Києва, яка зберегла своє первісне розпланування. Розташована у відомій ще за часів Київської Руси місцевості, де селилися ремісники — дігтярі, гончарі, кожум'яки. Їхні виробництва існували тут ще на початку XIX століття. Назва вулиці походить від основного заняття мешканців — дігтярства.
До 1980-х років вулиця була забудована малоповерховими садибами. Майже всю стару забудову було знищено у 1980–90-х роках. В середині 2000-х років на Дегтярній вулиці та сусідніх з нею Воздвиженській та Гончарній розпочалося будівництво нового житлового комплексу «Воздвиженка».

## Музей Світлицького
На вулиці збереглося кілька старовинних будинків. В одному з них (№ 30) у 1872–1948 роках мешкав український живописець, народний художник УРСР, професор Григорій Світлицький. Після його смерті у 1958 році у будинку було відкрито меморіальний музей. На подвір'ї будинку-музею у 1972 році встановлено пам'ятник Григорію Світлицькому (архітектор Василь Гнєздилов, скульптор Макар Вронський), а на стіні будинку розміщувалася меморіальна дошка (відкрита 28 липня 1958 року, замінена у 1985 році; скульптор І. І. Скодиренко, архітектор І. Н. Дубасов).

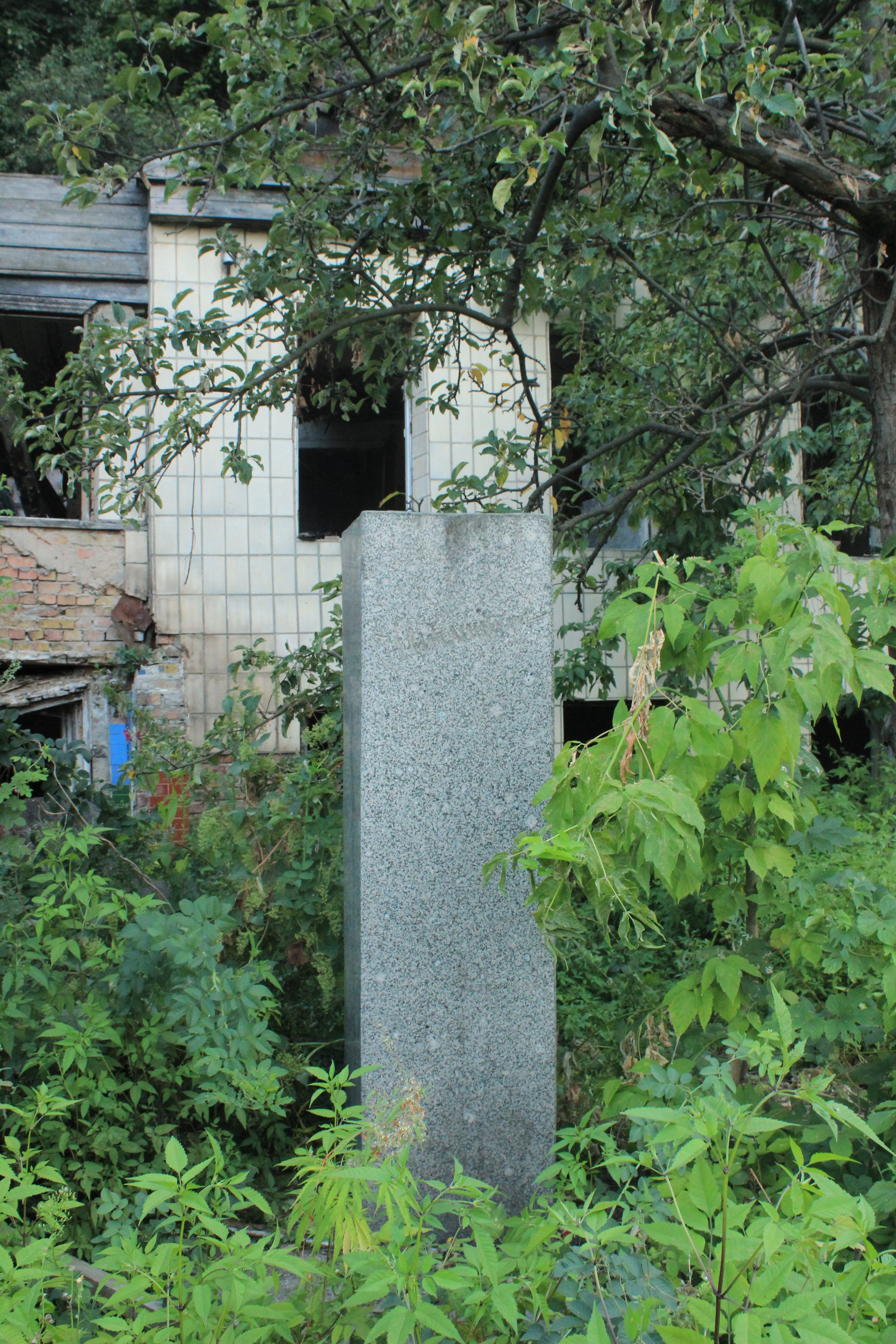
Пам'ятник Г. П. Світлицькому
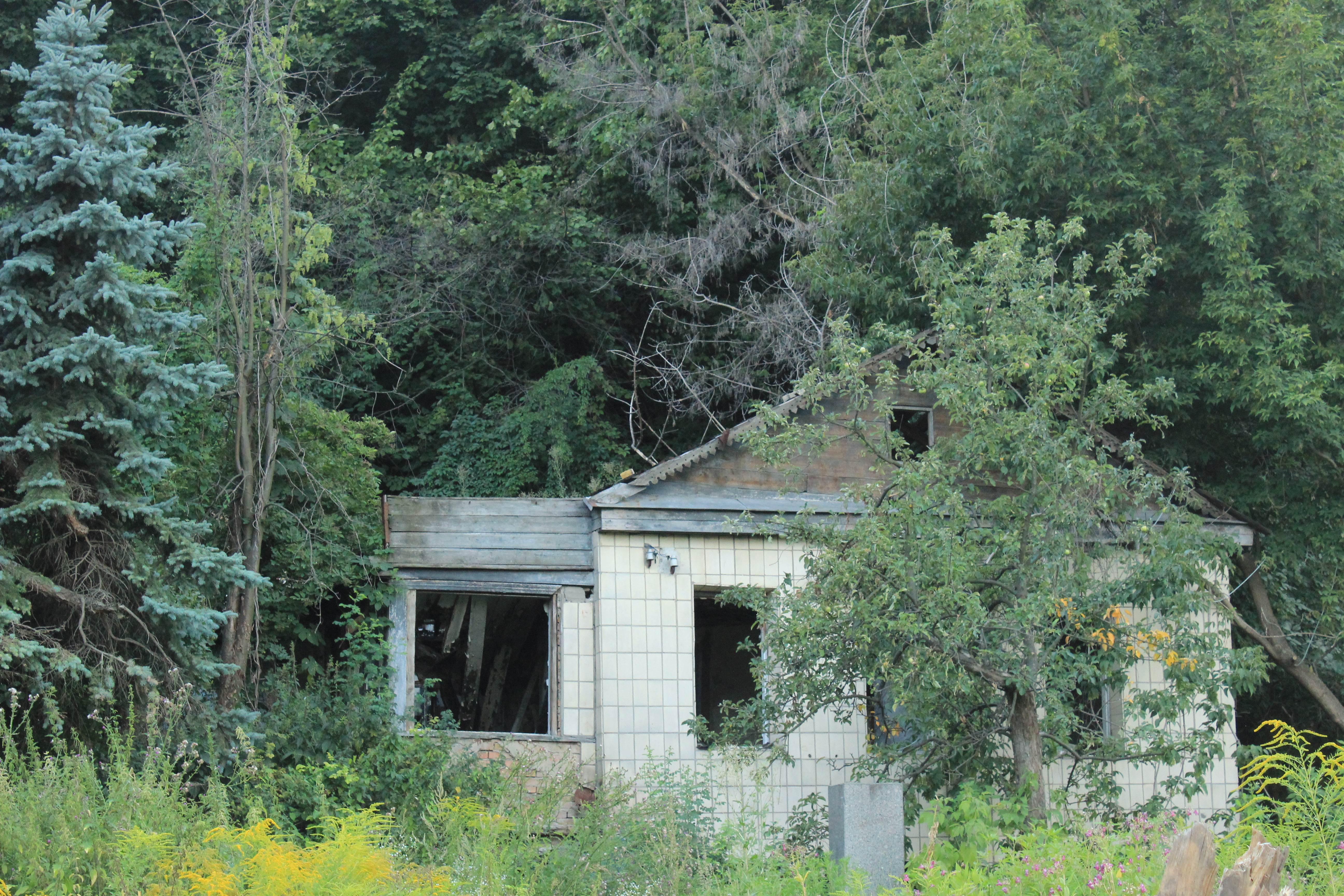
Будинок, в якому з 1898–1948 роках мешкав Григорій Світлицький